# Tû-tû
Pour les articles ayant des titres homophones, voir Tutu (homonymie).
Tû-tû est un essai du Danois Alf Ross paru en 1951 sur le rôle de l'auto-référence dans les énoncés juridiques. L'argumentation de l'auteur passe par l'invention d'un peuple océanien fictif, dont l'idée de « tû-tû » – une dérision sur le concept réel de tapu – est utilisée pour parler de l'absurdité des mots juridiques dans les cultures européennes.

## Éditions
- (en) Alf Ross, « Tû-Tû† », dans Precedents, Statutes, and Analysis of Legal Concepts, Routledge, 1998 (ISBN 978-1-315-05183-3, DOI 10.4324/9781315051833-9, lire en ligne)
- Pour une traduction en français, voir Alf Ross, « Tû-Tû », Enquête. Archives de la revue Enquête, no 7,‎ 1er novembre 1999, p. 263–279 (ISSN 1953-809X, DOI 10.4000/enquete.1586, lire en ligne)